# Золотухское сельское поселение
Золотухское сельское поселение или муниципа́льное образова́ние «Золоту́хское» — муниципальное образование со статусом сельского поселения в Онежском муниципальном районе Архангельской области России.
Соответствует административно-территориальной единице в Онежском районе — Сулозерскому сельсовету (с центром в п. Золотуха).
Административный центр — посёлок Золотуха.

## География
Золотухское сельское поселение находится на северо-западе Онежского района Архангельской области. На западе граничит с Сумпосадским сельским поселением Беломорского района Карелии (до 2013 года также граничило с Нюхчинским сельским поселением), на востоке — с Малошуйским городским поселением. Крупнейшие реки поселения: Нюхча, Унежма, Кушерека, Левешка, Ледручей, Калморучей, Порня.

## История
Муниципальное образование было образовано в 2006 году из Сулозерского сельсовета.

## Население
| 2006 | 2010  | 2011  | 2012 | 2013 | 2014 | 2015 | 2016 | 2017 |
| ---- | ----- | ----- | ---- | ---- | ---- | ---- | ---- | ---- |
| 1190 | ↘1016 | ↘1009 | ↘965 | ↘922 | ↘890 | ↘865 | ↘841 | ↘810 |
| 2018 | 2019  | 2020  | 2021 | 2023 |      |      |      |      |
| ↘769 | ↘730  | ↘712  | ↘479 | ↘449 |      |      |      |      |

## Состав сельского поселения
В состав сельского поселения входят 4 населённых пункта:
| № | Населённый пункт | Тип населённого пункта          | Население |
| - | ---------------- | ------------------------------- | --------- |
| 1 | Золотуха         | посёлок, административный центр | ↘419      |
| 2 | Куша             | посёлок                         | ↗261      |
| 3 | Сулозеро         | железнодорожная станция         | ↘3        |
| 4 | Унежма           | посёлок                         | ↗342      |